# Maison du théâtre (Paris)
Ne doit pas être confondu avec Maison Théâtre.
 (juillet 2018).
Si vous disposez d'ouvrages ou d'articles de référence ou si vous connaissez des sites web de qualité traitant du thème abordé ici, merci de compléter l'article en donnant les références utiles à sa vérifiabilité et en les liant à la section « Notes et références ».
La Maison du théâtre a été fondée en mars 1989 par Armand Eloi et Daniela Werna.
Elle est située au 8 Passage des Panoramas dans le 9e arrondissement de Paris. On dénombre plus de 14 pièces différentes au répertoire de celle-ci et 200 représentations. Cependant, on reproche parfois la trop grande liberté laissé aux responsables de la mise en scène comme lors de la première représentation de Andromaque, où près de 400 vers sont modifiés.
La Maison du théâtre organise également des stages de développement personnel et d'initiation au théâtre.